# Єгипетський еялет
30°03′00″ пн. ш. 31°13′00″ сх. д. / 30.05° пн. ш. 31.21666667° сх. д.

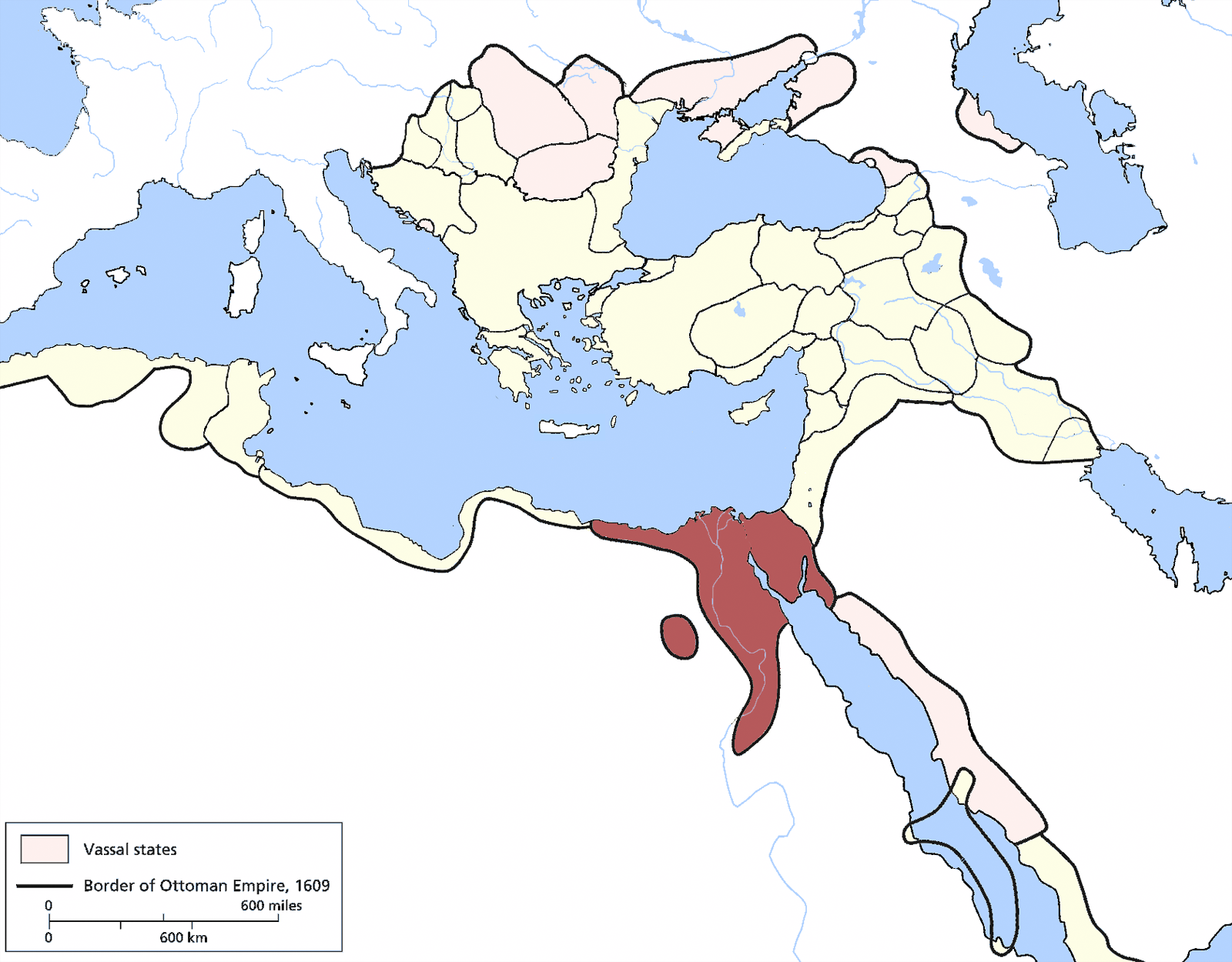
Єгипетський еялет на карті імперії (1609).

Єги́петський еяле́т (осман. ایالت مصر‎, Eyalet-i Mısır, «Єгипетський край») — еялет (край) Османської імперії у 1517–1867 роках. Охоплював територію сучасного Північного Єгипту, а також незначні частини Йорданії, Палестини і Саудівської Аравії; з 1-ї половини XIX століття — контролював землі Сирії та Судану. Адміністративний центр — Каїр. Створений після османського завоювання мамлюцького Єгипту внаслідок османсько-мамлюцької війни 1516—1517 років. Користувався широким самоврядуванням порівняно з іншими еялетами через традиційно сильний мамлюцький вплив у регіоні. Поділявся на 13 областей, відмінних від звичних османських санджаків (хоругов). 
З середини XVII ст. вплив паши послаблюється. Вагу набувають Великий і Малий дивани, а також мамлюцькі роди Касимійя і Фікарійя (Факарія), що постійно воювали між собою. 1711 року утворюється мамлюцький бейлікат, де беї мамлюків з 1725 року поступово перебрали владу в еялеті, прийнявши титул шейх аль-балад (голова держави). З 1744 року останній став повністю контролювати Єгипет. Це зрештою призвело до оголошення незалежності у 1769 році. 1773 року османський султан шляхом інтриг зміг повернути номінальний контроль, але 1791 року мамлюки остаточно затвердилися в еялеті.
Після вторгнення Наполеона у Єгипет перебував під французькою окупацією протягом 1798—1801 років. Керувався бейлербеями і пашами, яких призначав султан. 1805 року паша Мухаммед Алі проголосив себе спадковим єгипетським хедивом (господарем) й заснував власну династію, що не було визнано Османами. Його нащадки продовжували використовувати цей титул. Після першої османсько-єгипетської війни 1831—1833 років еялет здобув контроль над Сирією, Палестиною й Аданою, але втратив їх після другої війни 1839-1841. 8 червня 1867 року Стамбул скасував Єгипетський еялет і офіційно визнав Єгипетський хедиват, автономну країну, що номінально, де-юре залишалися у складі імперії до 5 листопада 1914 року.

## Назва

Єгипет за правління династії Мухаммеда Алі (1801—1914).

- Єгипетський еялет
- Османський Єгипет (англ. Ottoman Egypt)
- Єгипетськие бейлербейство
- Єгипетське пашство
- Держава Мухаммеда Алі

## Адміністративний поділ
Поділявся на 13 областей, відмінних від звичних османських санджаків (хоругов): 
1. Область Мінуфійя
2. Область Кальюб
3. Область Гарбійя
4. Область Мансура
5. Область Шаркійя
6. Область Бухайра
7. Область Гіза
8. Область Фаюм
9. Область Атфіх
10. Область Ушмунайн
11. Область Манфалут
12. Область аль-Бахнаса
13. Область Джірджа[1].

## Управителі
- 1604: Мактул Хаджи Ібрагім-паша
- 1727—1729: Абу Бакр-паша
- 1735—1739: Абу Бакр-паша (вдруге)
- 1805—1848: Мухаммед Алі, паша, хедив.
- 1848: Ібрагім-паша, хедив.
- 1848—1854: Аббас I, паша, хедив.
- 1854—1863: Мухаммад Саїд-паша, хедив.
- 1863—1867: Ізмаїл Паша , хедив.